# Olt (rijeka)
Olt (rumunjski i mađarski; njemački: Alt; latinski: Aluta ili Altus) je rijeka u Rumunjskoj. Njen izvor je u planinama Hășmașu Mare koji je dio istočnih Karpata. Olt protječe kroz županije Harghita, Covasna, Brașov, Sibiu, Vâlcea i Olt. Županija Olt i povijesna pokrajina Oltenija su dobile svoje ime po njoj. 
Gradovi koji se nalaze na obali rijeke su Miercurea-Ciuc, Sfântu Gheorghe, Făgăraș, Râmnicu Vâlcea i Slatina. Olt se ulijeva u Dunav kod mjesta Turnu Măgurele.

## Vanjske poveznice
|  | Zajednički poslužitelj ima još gradiva o temi Olt (rijeka) |